# Gauliga Saxe
Pour un article plus général, voir Gauliga.
La Gauliga Saxe (en Allemand: Gauliga Sachsen) fut une ligue de football (de Division 1) imposée par le NSRL en 1933.
Dès leur arrivée au pouvoir en mars 1933, Adolf Hitler et le NSDAP imposèrent une réorganisation administrative radicale (voir Liste des Gaue) à l'Allemagne. Administrativement, la Gau Saxe remplaça l’ancienne État de Saxe de la République de Weimar.
Cette Gauliga Saxe fut démantelée en 1945.

## Généralités
Cette ligue fut fondée en 1933 et elle remplaça les Oberliga et Bezirksklasse qui couvraient précédemment cette région.
La Gauliga Saxe fut une des plus fortes durant cette période. Pendant la guerre, le Dresdner SC devint un des clubs dominants du football allemand. S’il perdit la finale du championnat en 1940, il la remporta en 1943 et 1944. Dresdners SC conquit aussi deux Tschammer Pokal (l’ancêtre de l’actuelle DFB-Pokal). Le VfB Leipzig fut une autre équipe de cette ligue qui enleva un titre national et une Tschammer Pokal. 
Lors de sa première saison, la ligue compta onze clubs qui se rencontrèrent en matches aller/retour. Le champion participa à la phase finale du championnat national, jouée par élimination directe. Les trois derniers classés furent relégués. La saison suivante, la ligue fut ramenée à dix équipes. Elle conserva ensuite le même modèle jusqu’au déclenchement de la Seconde Guerre mondiale en 1939.
En raison des effets du conflit, la Gauliga Saxe fut partagée en deux groupes régionaux de six équipes pour la saison 1939-1940. Les vainqueurs de chaque poule s’affrontèrent en aller/retour pour désigner le champion.
En 1940-1941, la ligue en revint au principe de série unique avec douze équipes. Ce nombre descendit à dix pour suivante, puis cela ne changea plus jusqu’en 1944.
Lors de la saison 1944-1945, quelques rencontres furent jouées pour une ligue subdivisée en sept groupes régionaux. Mais l’avancée de l’Armée rouge sur le flanc Est du IIIe Reich entraîna l’arrêt des compétitions sportives, et donc de la Gauliga Saxe, bien avant la fin de la saison.

## Après la reddition de l'Allemagne nazie
Après la capitulation sans conditions de l’Allemagne nazie, le territoire allemand fut divisé en quatre zones d’occupation, réparties entre les Alliés. Il y eut une zone américaine, une britannique, une française, une soviétique. Le territoire de la Saxe fut dans la zone soviétique.
Les vestiges du Nazisme furent balayés par les Alliés qui ne manquèrent pas (à juste titre) de démanteler le NSRL. Toute l’organisation sportive allemande, y compris celle des fédérations et des clubs dut être réinstaurée. 
La guerre froide succéda assez rapidement au second conflit mondial. Ce fut ainsi que les clubs de Saxe, dont certains venaient de dominer le football allemand les saisons précédentes, tombèrent sous contrôle soviétique et furent coupées de DFB. Ces équipes allaient bientôt faire partie de la RDA qui fonda la Deutscher Fussball Verband (DFV) et qui organisa la DDR-Oberliga. Sous le joug communiste tous les anciens clubs furent virtuellement dissous et ceux qui perdurèrent, ou furent recréés, reçurent de nouvelles dénominations (dont certaines seront modifiées plusieurs fois par les autorités Est-allemandes). 
Après la réunification allemande de 1990 plusieurs clubs reprendront leur nom d'avant 1945.

## Clubs fondateurs de la Gauliga Saxe
Ci-dessous les 11 clubs qui fondèrent la ligue et leur résultats en fin de saison 1932-1933 :
- Dresdner SC, Champion de la Division Ostsachsen
- VfB Leipzig
- Chemnitzer Polizei SV, Champion de la Division Mittelsachsen
- SV Guts Muts Dresden
- Wacker Leipzig, Champion de la Division Nordwestsachsen
- VfB Glauchau, Champion de la Division Westsachsen
- Plauener SuBC
- Planitzer SC
- Chemnitzer BC
- VFC Plauen
- SpVgg Falkenstein, Champion de la Division Vogtland

## Champions & Vice-champions de la Gauliga Saxe
| Saisons | Champions      | Vice-champions     |
| 1933-34 | Dresdner SC    | VfB Leipzig        |
| 1934-35 | Chemnitzer PSV | Dresdner SC        |
| 1935-36 | Chemnitzer PSV | Dresdner SC        |
| 1936-37 | BC 01 Hartha   | Chemnitzer PSV     |
| 1937-38 | BC 01 Hartha   | SV Fortuna Leipzig |
| 1938-39 | Dresdner SC    | VfB Leipzig        |
| 1939-40 | Dresdner SC    | Planitzer SC       |
| 1940-41 | Dresdner SC    | Planitzer SC       |
| 1941-42 | Planitzer SC   | Dresdner SC        |
| 1942-43 | Dresdner SC    | Planitzer SC       |
| 1943-44 | Dresdner SC    | SG Zwickau         |

## Classements de la Gauliga Saxe de 1933 à 1944
| Club                      | 1934 | 1935 | 1936 | 1937 | 1938 | 1939 | 1940 | 1941 | 1942 | 1943 | 1944 |
| ------------------------- | ---- | ---- | ---- | ---- | ---- | ---- | ---- | ---- | ---- | ---- | ---- |
| Dresdner SC               | 1    | 2    | 2    | 4    | 4    | 1    | 1    | 1    | 2    | 1    | 1    |
| VfB Leipzig               | 2    | 6    | 5    | 5    | 5    | 2    | 3    | 5    | 5    | 7    | 10   |
| Chemnitzer Polizei SV     | 3    | 1    | 1    | 2    | 3    | 5    | 3    | 3    | 4    | 9    |      |
| Guts Muts Dresden         | 4    | 4    | 4    | 8    | 8    | 8    | 6    |      | 10   |      |      |
| Wacker Leipzig            | 5    | 8    | 7    | 10   |      |      |      | 11   |      |      |      |
| VfB Glauchau              | 6    | 10   |      |      |      |      | 4    | 12   |      |      |      |
| Plauener SuBC             | 7    | 9    |      |      |      |      |      |      |      |      |      |
| SC Planitz                | 8    | 7    | 8    | 3    | 6    | 4    | 1    | 2    | 1    | 2    | 7    |
| Chemnitzer BC             | 9    |      |      |      |      |      | 2    | 6    | 3    | 4    | 4    |
| VFC Plauen                | 10   |      |      |      |      |      |      |      |      |      |      |
| SpVgg Falkenstein         | 11   |      |      |      |      |      |      |      |      |      |      |
| SV Fortuna Leipzig        |      | 3    | 3    | 7    | 2    | 6    | 2    | 8    | 7    | 6    | 9    |
| Dresdner Sportfreunden 01 |      | 5    | 9    |      |      | 7    | 5    | 10   |      |      |      |
| BC Hartha                 |      |      | 6    | 1    | 1    | 3    | 4    | 9    |      | 3    | 3    |
| Dresdensia Dresden        |      |      | 10   |      |      |      |      |      |      |      |      |
| TuRa Leipzig 1            |      |      |      | 6    | 7    | 10   | 5    | 7    | 9    |      | 8    |
| Riesaer SV                |      |      |      | 9    |      |      |      | 4    | 6    | 5    | 6    |
| SpVgg Leipzig-Lindenau    |      |      |      |      | 9    |      |      |      |      |      |      |
| SV Grüna                  |      |      |      |      | 10   |      |      |      |      |      |      |
| Konkordia Plauen          |      |      |      |      |      | 9    | 6    |      |      |      |      |
| SC Döbeln                 |      |      |      |      |      |      |      |      | 8    | 8    | 5    |
| Sportlust Zittau          |      |      |      |      |      |      |      |      |      | 10   |      |
| SG Zwickau                |      |      |      |      |      |      |      |      |      |      | 2    |
|                           |      |      |      |      |      |      |      |      |      |      |      |

Source:« Gauliga Sachsen », Das deutsche Fussball-Archiv (consulté le 11 avril 2009)
- 1 En 1938, le TuRa Leipzig fusionna avec le Leipziger SV 1899 et prit le nom de TuRa 1899 Leipzig. En 1943, ce club et le SpVgg 1899 Leipzig-Lindenau formèrent une association sportive de guerre (en Allemand: Kriegspielgemeinschaft – KSG) pour jouer sous le nom de KSG TuRa/SpVgg Leipzig jusqu'en 1945.

## Sources et liens externes
- The Gauligas Das Deutsche Fussball Archiv (in German)
- Germany - Championships 1902-1945 at RSSSF.com
- Die deutschen Gauligen 1933-45 - Heft 1-3 (de) Classements des Gauligen 1933-45, publisher: DSFS